# 圣高隆庞外方传教会
圣高隆庞外方传教会（The Missionary Society of St. Columban）是一个罗马天主教传教会，1916年成立于爱尔兰，1918年获得教廷批准。最初称为“美努特中国传教会”（Maynooth Mission to China），致力于向中国传教。成员包括神父、修女和一般信徒。

## 在华传教
圣高隆庞外方传教会成立后，首先向中国派遣传教士。1920年，会祖爱德华·高尔文神父抵达中華民国湖北省汉阳。不久接管了2个新成立的教区——湖北省汉阳教区和江西省南城教区。高尔文担任汉阳教区主教。到1950年，汉阳教区有信徒55000人，居湖北省各教区之首。1952年9月，高尔文被中華人民共和國驱逐出境。圣高隆庞外方传教会传教士被迫退出中国。

## 传教区域的扩展
1929年以后，该会的传教活动扩展到菲律宾（1929年）、韩国（1933年）、缅甸（1936年）、日本（1948年）、秘鲁（1951年）、斐济、智利、台湾、巴基斯坦、巴西、伯利兹和牙买加。不过由于资金短缺，该会已从伯利兹、牙买加和巴西撤离。
1979年，圣高隆庞外方传教会应旁遮普省拉合尔教区主教的邀请，首次进入巴基斯坦。1983年，又进入信德省海德拉巴教区。
最近数十年，该会不仅传播天主教信仰，还关心正义、和平和环保问题，致力于解决结构性贫穷和循环式暴力带来的不公义现象。但这并不意味该会公开支持解放神学。

## 名人
- 爱德华·高尔文（Edward Galvin）神父（创立者）
- Shay Cullen神父，在菲律宾致力于消除儿童卖淫活动
- Brian Gore神父，澳大利亚传教士，前往菲律宾，遭非法监禁
- Rufus Halley神父，派往菲律宾的传教士，2001年遭谋杀
- Robert McCulloch神父，在巴基斯坦传教27年以上
- 阮文雄（Peter Nguyen）神父，在台湾反对人口买卖[1]
- Niall O'Brien神父，在菲律宾传教，遭非法监禁